# ぬりかべ (パズル)

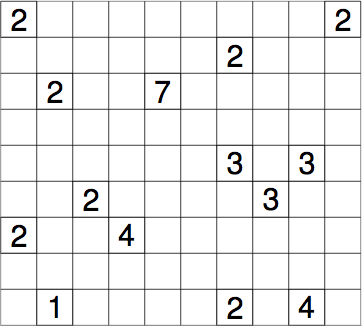
ぬりかべの横10マス×縦9マスの出題例（正解）

ぬりかべは、配置された数字を元に盤面を黒マスで分割するペンシルパズルの一つである。盤面に配置された数値と等しい面積のブロックに分割されるよう黒マスを配置していくのが目的である。塗壁は、日本の民話に登場する見えない壁の形状をして旅人の邪魔をする妖怪であり、『パズル通信ニコリ』誌上ではこの妖怪をモデルにしたオリジナルキャラクターも登場している。
「ぬりかべ」はニコリでつけられた名前である。海外においてもNurikabeの名称が使われているが、Cell Structure（部屋の構築）,Islands in the Stream（島と潮流）などと呼ばれることもある。世界パズル選手権ではじめて出題されたとき（第7回）にはLay Bricks（煉瓦を敷く）というタイトルであった。
他の多くのパズルと同様、解答は一意に定まるように作られている。
ぬりかべは他のペンシルパズルに比べるとルールが煩雑だが、慣れると自然と理解できるようになっている。

## ルール
1. 数字のあるマスは黒マスにならない。
2. 数字は黒マスに囲まれる白マスの数であり（白マスがつながった領域はシマと呼ばれる）、各シマには数字が一つずつ入る。
3. すべての黒マスは縦横に一つながりにならなければならない。
4. 黒マスが2×2以上の固まりになってはならない。

## 歴史
ぬりかべは、れーにんというペンネームの人物により、『パズル通信ニコリ』33号（1991年はる分）の「オモロパズルのできるまで」というコーナーにおいて初めて発表され、38号よりコーナーから独立している。
それ以前に発表されていた「面積ブロック」というパズルに黒マスを塗るという独自の要素を加えて独創的な問題に仕上げているが、発表当時はそのルールの多さから人気にはならないと思われていた。

## 解法
ぬりかべを解くのに試行錯誤は要求されない。多くの解答パターンが存在し、解答者はそれを見つけていくことで容易に解けるようになる。
- 黒マスは1つにつながるので、白マスに囲まれた黒マスは押し出されるように伸びていく（囲碁におけるアタリをイメージするとわかりやすい）。また、白マスは数字の分だけつながるので、黒マスに囲まれた白マスも押し出されるように伸びていく。このように、白マスと黒マスが互いに干渉しあって決まっていくことが多い。
- ある数字の1つ斜め上（下）に他の数字がある場合、それらの数字に共通して接する2つのマスは黒マスになる。また、2つの数字が1マス隔てて縦（横）に並んでいる場合、その間のマスは黒マスになる。こういった黒マスが伸びることによって手掛かりとなる問題は多い。
- もしシマが確定したら、その時点でその周りのマスは黒マスに確定する。特に1と書かれたマスは最初の時点ですでにシマが確定しており、周囲4マスが黒マスに確定する。これは、解く上でのやさしい入り口の1つとなる。
- 3つの黒マスがL字状に並んでいるとき、ルールにより白マスが発生する。この白マスはどれかのシマに属することになる。
- いくつかの問題では、どのシマにも属することができないマスが存在する。このマスは黒に確定するため、前述のL字状の黒マスになったり、孤立した（最終的に他の黒マスの一群につながらなければならない）黒マスになり、新たなヒントを提示することになる。

## 関連するパズル
このパズルのルールにある「2×2のかたまり禁止」は、その後複数の新作パズルに使用されているが、2024年現在定番に昇格したのは「LITS」のみである。
世界文化社のパズル誌でも、「黒マスで盤面を分割して各シマが数字と同じ大きさになるようにする」パズルが複数回掲載されている。ぬりかべとは以下の点で異なっている。
- シマ同士の点接触は禁止
- 初期盤面に黒マスが配置される
- 2×2のかたまりは禁止されていない

## コンピュータゲーム
ハドソンより2007年3月8日にパズルシリーズVol.11として発売された。対応機種はニンテンドーDS。